# FC Maramureș Universitar Baia Mare
El FC Maramureș Universitar Baia Mare es un club de fútbol rumano de la ciudad de Baia Mare, Maramureș, fundado en 2010 tras la disolución del FC Baia Mare. El equipo disputa sus partidos como local en el Stadionul Viorel Mateianu y juega en la Liga II.

## Jugadores
Actualizado el 7 de mayo de 2011

## Palmarés
Liga III:
- Campeón (1): 2010–11